# Amsterdamsche Football Club Ajax 1974-1975
Questa voce raccoglie le informazioni riguardanti l'Amsterdamsche Football Club Ajax nelle competizioni ufficiali della stagione 1974-1975.

## Stagione
In questa stagione si registra un cambio di panchina, sulla quale ora c'è seduto Hans Kraay, inoltre arrivano Piet Schrijvers e Ruud Geels. L'Ajax viene eliminato negli ottavi della KNVB beker dal modesto Heracles Almelo, squadra militante in Eerste Divisie, mentre in campo internazionale partecipa per la prima volta alla Coppa UEFA. La partecipazione è all'insegna della regola dei gol in trasferta: eliminato prima lo Stoke City (1-1 e 0-0) poi l'Anversa (vittoria per 1-0 in casa, sconfitta per 2-1 in trasferta) gli olandesi pescano quindi la Juventus. Gli italiani, già incontrati nella finale della Coppa dei Campioni 1972-1973, questa volta hanno però la meglio (1-0 a Torino, 1-2 ad Amsterdam). La stagione si chiude con il terzo posto in Eredivisie dietro a PSV e Feyenoord.
Ultima stagione nel club per Johnny Rep, Arie Haan e Horst Blankenburg.

## Organigramma societario
Fonte
Area direttiva
- Presidente:  Jaap van Praag

Area tecnica
- Allenatore:  Hans Kraay
- Allenatore in seconda:  Bobby Haarms

## Rosa
Fonte
| N. |                        | Ruolo | Calciatore        |
| -- | ---------------------- | ----- | ----------------- |
|    | Paesi Bassi (bandiera) | P     | Piet Schrijvers   |
|    | Paesi Bassi (bandiera) | P     | Heinz Stuy        |
|    | Germania (bandiera)    | D     | Horst Blankenburg |
|    | Paesi Bassi (bandiera) | D     | Barry Hulshoff    |
|    | Paesi Bassi (bandiera) | D     | Ruud Krol         |
|    | Paesi Bassi (bandiera) | D     | Gerrie Mühren     |
|    | Paesi Bassi (bandiera) | D     | Wim Suurbier      |
|    | Paesi Bassi (bandiera) | D     | Pim van Dord      |
|    | Paesi Bassi (bandiera) | C     | Johnny Dusbaba    |
|    | Paesi Bassi (bandiera) | C     | Arie Haan         |

| N. |                        | Ruolo | Calciatore        |
| -- | ---------------------- | ----- | ----------------- |
|    | Paesi Bassi (bandiera) | C     | René Notten       |
|    | Paesi Bassi (bandiera) | C     | Kick Seegers      |
|    | Paesi Bassi (bandiera) | C     | Henk van Santen   |
|    | Paesi Bassi (bandiera) | A     | Willy Brokamp     |
|    | Paesi Bassi (bandiera) | A     | Ruud Geels        |
|    | Paesi Bassi (bandiera) | A     | Robert Kok        |
|    | Paesi Bassi (bandiera) | A     | Jan Mulder        |
|    | Paesi Bassi (bandiera) | A     | Johnny Rep        |
|    | Germania (bandiera)    | A     | Arno Steffenhagen |

## Statistiche

### Statistiche di squadra
| Competizione | Punti | Totale | Totale | Totale | Totale | Totale | Totale |
| Competizione | Punti | G      | V      | N      | P      | Gf     | Gs     |
| ------------ | ----- | ------ | ------ | ------ | ------ | ------ | ------ |
| Eredivisie   | 49    | 34     | 21     | 7      | 6      | 76     | 34     |
| KNVB beker   | -     | 2      | 1      | 0      | 1      | 10     | 4      |
| Coppa UEFA   | -     | 6      | 2      | 2      | 2      | 5      | 5      |
| Totale       |       | 42     | 24     | 9      | 9      | 91     | 41     |

### Statistiche individuali
- Capocannoniere della Eredivisie
  - Ruud Geels (30 gol)